# Eugene Canseliet
Eugène Canseliet (18. prosince 1899 Sarcelles – 17. dubna 1982 Savignies) byl francouzský spisovatel a alchymista, jediný žák Fulcanelliho.
Adepta Fulcanelliho poznal roku 1915. Pod jeho vedením údajně provedl transmutaci v podniku Usine a Gaz de Sarcelles; přítomen byl spolu s Gastonem Sauvagem a Julienem Champagnem. Podle Canselieta se naposledy setkal se svým mistrem Fulcanellim v roce 1953 ve Španělsku.

### Díla o Canselietovi
- Guy Bechtel, Entretien avec E. Canseliet sur Fulcanelli, suivi de Le mystère Fulcanelli, S. l., 1974.
- Le Feu du Soleil, Entretien sur l'Alchimie avec Eugène Canseliet, Robert Amadou, Éditions Pauvert, 1978
- La Tourbe des Philosophes, Hommage aux 80 ans de Eugène CANSELIET, (1979), Grenoble, Éditions de la Tourbe.
- Roger Facon, Fulcanelli & les Alchimistes Rouges,Les éditions de l’œil du sphinx, 2016